# Rick Calloway
Richard Marlon Calloway, detto Rick (Cincinnati, 12 dicembre 1966), è un ex cestista statunitense, professionista nella NBA e in Polonia.

## Palmarès
- McDonald's All-American Game (1985)
- Campione NCAA (1987)
- Campione USBL (1993)